# Luftangriff auf Magdeburg am 16. Januar 1945
Der Luftangriff auf Magdeburg vom 16. Januar 1945 war einer der verheerendsten Luftangriffe auf eine deutsche Stadt im Zweiten Weltkrieg. Das von Verbänden des RAF Bomber Command ausgeführte Flächenbombardement verursachte einen Feuersturm. Der Angriff war nach einem großen Stadtbrand im Jahr 1207 und der Verwüstung Magdeburgs durch Tilly und Pappenheim im Dreißigjährigen Krieg („Magdeburger Hochzeit“) die dritte große Zerstörung der Stadt.
Der Angriff vom 16. Januar 1945 war der bei weitem schwerste von 38 Luftangriffen der Alliierten auf Magdeburg zwischen 1940 und 1945. Bei diesen Angriffen warfen insgesamt 5.000 schwere Bombenflugzeuge der britischen Royal Air Force (RAF) und der amerikanischen United States Army Air Forces (USAAF) 12.500 Tonnen Bomben auf die Stadt. Industrieanlagen, Wohnviertel und Kulturbauten wurden massiv getroffen. Der Zerstörungsgrad von Magdeburg lag insgesamt bei 60 %, der des Wohnraums bei 68 %, die Innenstadt wurde fast vollständig vernichtet. 5.000 bis 6.000 Menschen starben, 16.000 wurden verletzt, Tausende vermisst und weit über 200.000 obdachlos.

## Bedeutung von Magdeburg

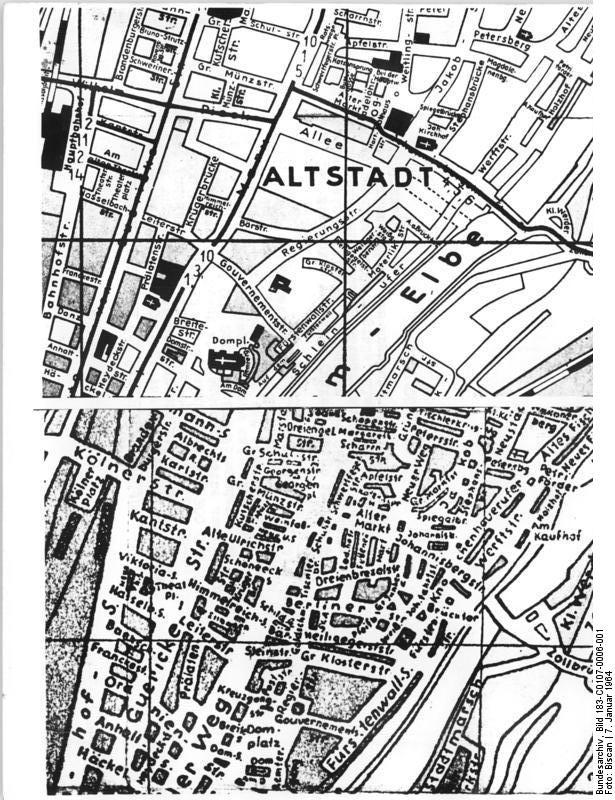
Unten Stadtplan der Altstadt 1946. Oben 1960

Magdeburg war bis Juni 1944 Hauptstadt der preußischen Provinz Sachsen und ab 1. Juli 1944 nach deren Aufteilung Hauptstadt der Provinz Magdeburg. In der Liste der größten deutschen Städte 1939, wo auch Wien, Breslau und Königsberg mitzählen, steht Magdeburg auf Rang 21 knapp hinter Chemnitz. Die Einwohnerzahl der mittleren Großstadt lag 1940/41 bei rund 346.000 Personen. Magdeburg war Kulturstadt, Behördenzentrum und in Mitteldeutschland eine der wichtigsten Handels- und Industriestädte mit bedeutenden Firmen der Lebensmittel- und Metallverarbeitung. Für die Binnenschifffahrt spielte die Lage am Wasserstraßenkreuz von mittlerer Elbe, Mittellandkanal und Elbe-Havel-Kanal eine große Rolle. Der Magdeburger Hafen war über das 1938 eingeweihte Schiffshebewerk Rothensee mit dem Mittellandkanal und damit dem Ruhrgebiet verbunden.
Aus der Zeit vor dem Dreißigjährigen Krieg waren nur der Magdeburger Dom, das Kloster Unser Lieben Frauen und einige andere Kirchen erhalten. Viele Bauten stammten aus der Gründerzeit und im Zuge der Hochindustrialisierung in Deutschland entstanden viele Gebäude im Wilhelminischen und Jugendstil. Besonders an der Hauptgeschäftsstraße Breiter Weg gab es noch viele Häuser aus der Zeit des Barock.
Die Festung war ab Ende des 19. Jahrhunderts geschleift worden, jedoch blieb die Stadt ein wichtiger Garnisonsort von Preußischer Armee, Reichswehr und Wehrmacht. Von besonderer Bedeutung für die Aufrüstung der Wehrmacht war das ab 1934 östlich Magdeburgs neu errichtete Heerespanzerzeugamt Königsborn, wo neue Panzerfahrzeuge aus allen Werken des Reiches für den Einsatz ausgerüstet wurden. Daneben gab es andere Neubauten wie die Hindenburg-Kaserne in Herrenkrug.
Für die Kriegsführung besonders wichtig war die Metallindustrie. Größter Betrieb war das zum Essener Krupp-Konzern gehörende Grusonwerk in Buckau, wo diverse „Sonderkraftfahrzeuge“ wie der Panzer I, Panzer IV (bis Ende 1941 als einziger Hersteller) und das Sturmgeschütz IV (ab Ende 1943) gebaut wurden. Die 1885 gegründeten Polte-Werke, ein Hersteller von Großarmaturen, waren auch einer der größten Munitionsproduzenten der Welt und einer der wichtigsten Arbeitgeber Magdeburgs. Die Maschinenfabrik Buckau R. Wolf stellte u. a. neben Feldhaubitzen auch die 8,8-cm-Kanone für die Tiger-Panzer her.
In Rothensee befanden sich ein Kohlekraftwerk zur Stromerzeugung sowie die Großgaserei. Zusätzlich wurde dort in den 1930er Jahren von der BRABAG (Braunkohle-Benzin AG) ein großes Hydrierwerk zur Erzeugung von synthetischem Benzin gebaut, das speziell die Luftwaffe benötigte. Zur gleichen Zeit entstand in der Schwiesaustraße der Neuen Neustadt das Motorenbau-Zweigwerk Magdeburg (MZM) der Dessauer Junkers Flugzeug- und Motorenwerke.

## Luftschutz und Luftabwehr
Magdeburg wurde, zusammen mit Dessau, als „Luftschutzort 1. Ordnung“ eingestuft. Luftschutzkeller in bestehenden Gebäuden wurden mit Kriegsbeginn verstärkt, 120 öffentliche Luftschutzräume und Rettungsstellen eingerichtet, ein unterirdisches Verbindungs- und Fluchtnetz geschaffen. Dazu erfolgten über 6.000 Brandmauerdurchbrüche. Magdeburg wurde als Schwerpunkt in das ab Herbst 1940 forcierte Luftschutzbunkerbau-Programm einbezogen. Zehn Luftschutzbunker entstanden: in der Durchbruchstraße als Pfeilerbunker an der Stromelbe (1.750 Liegeplätze), ein Bunker unter dem Rathausplatz, ein Hochbunker im ehemaligen Friedrichsbad, ein Bunker am Tannenberg-Platz, einer am Nicolai-Platz, ein Hochbunker am Nordfriedhof (613 Liegeplätze), ein Bunker am Körnerplatz, ein großer am Stadttheater (200 Liege-, 1.800 Sitzplätze), je ein Bunker am Handelshafen und am Güterbahnhof. Dazu kamen drei „bombensichere Operationsbunker“: je einer am Krankenhaus Sudenburg, in der Altstadt und in der Landes-Frauenklinik. Die Luftschutzbereitschaftsdienste für öffentliche Gebäude wurden aufgestockt, zunehmend auch mit Frauen und älteren Schülern. In die Feuerwehrbereitschaften wurden ab 1943 ebenfalls Frauen aufgenommen, die Werks- und Freiwilligen-Feuerwehren wurden verstärkt und durch eine Jugendfeuerwehr ergänzt. Man legte 17 unterirdische Wasserbassins und zehn Feuerlöschteiche an.
Magdeburg war dem „Luftgau-Kommando III“ zugeordnet. Jagdflugzeuge waren bei Burg, bei Zerbst und Heyrothsberge stationiert. In Prester war eine Kasernenanlage für das Flak-Regiment 52 gebaut worden. Magdeburg wurde mit einem Gürtel von Flakstellungen umgeben, die besonders dem Schutz von militärischen Einrichtungen, der Rüstungsindustrie, des Hydrierwerks und von Verkehrschwerpunkten (Schiffshebewerk) dienen sollten. Es gab leichte Flak zum direkten Objektschutz, mittlere und schwere Flak mit Kaliber bis zu 12,5 cm, auch als Eisenbahngeschütze. Scheinwerfer-Batterien sollten das Zielen bei Nacht ermöglichen. Ab 1942 erfolgten Verlegungen von Flakbatterien an die Fronten, was zum teilweisen Ersatz durch „Heimat-Flak“ führte. Diese wurde überwiegend von nicht voll kriegsdiensttauglichen Soldaten und jugendlichen Luftwaffenhelfern bedient, nicht selten unterstützt von hilfswilligen Kriegsgefangenen.
Trotz Abwehrerfolgen konnten Flak und dezimierter Jagdschutz der zunehmenden Wucht der alliierten Luftangriffe nicht standhalten. Flächenbombardements unter Einsatz von Minenbomben und mit ausgelöstem Feuersturm überforderten naturgemäß trotz allen Einsatzes auch die Bergungs- und Löschkräfte am Boden. Zitat aus den Aufzeichnungen von Dr. Trimborn: „Die meisten (Magdeburger) wußten auch, dass all die vielen Luftschutzmaßnahmen … die Stadt vor dem Verhängnis nicht bewahren konnten…“

## Angriffe von 1940 bis 1944

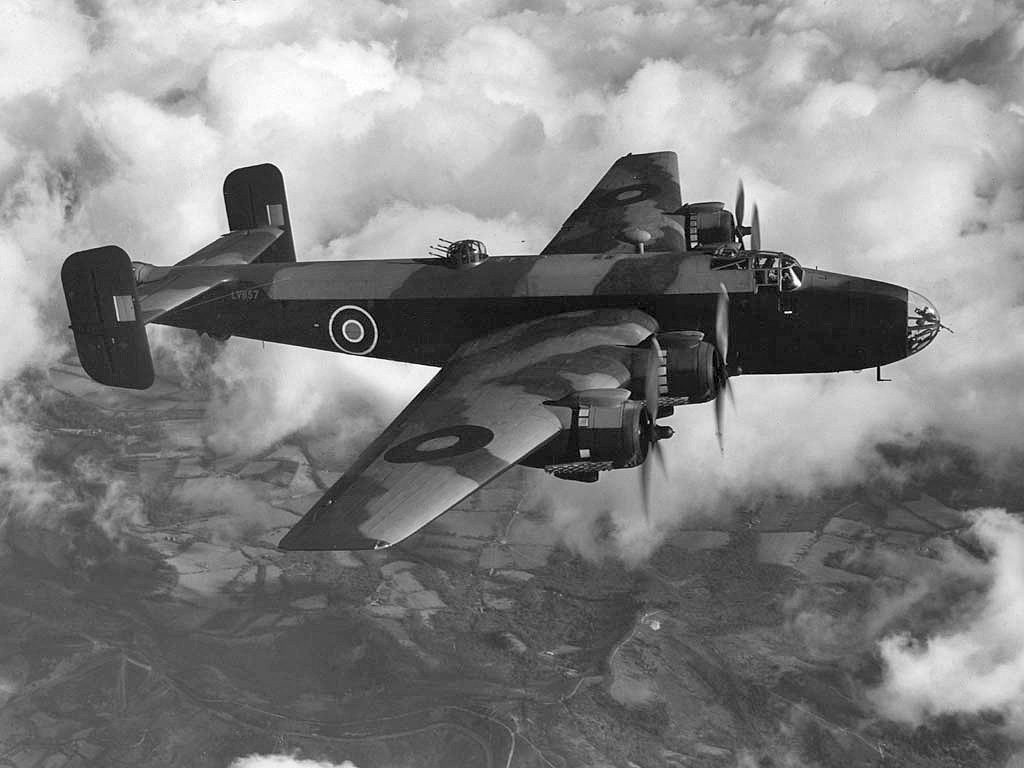
Britischer schwerer Bomber Halifax

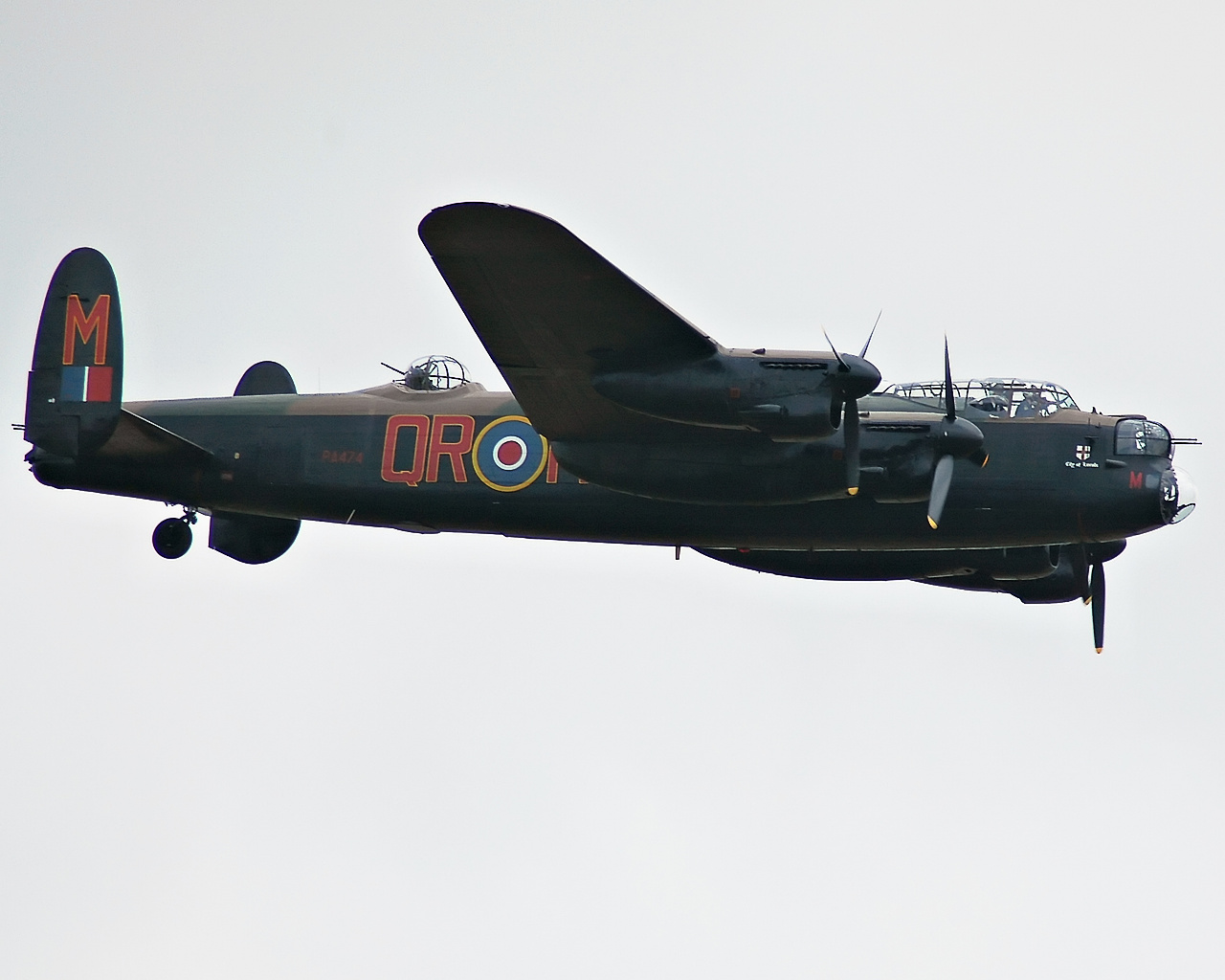
Britischer schwerer Bomber Avro Lancaster

Von 1940 bis 1943 erfolgten Luftangriffe auf Magdeburg nur durch die britische Royal Air Force (RAF), von ihren Basen in Südengland aus. Sie fanden immer zur Nachtzeit statt.
- 21./22. August 1940: Erste Bomben auf Magdeburg. Betroffen waren Wohnhäuser in der Ottersleber Straße und Jordanstraße in Sudenburg und der Schlachthof. Es gab drei Tote und sieben Verletzte.
- 16. Dezember 1940: Etwa 25 Flugzeuge warfen nachts Bomben auf das Friedrich Krupp AG Grusonwerk in Buckau, auf Eisenbahnanlagen in Salbke und Wohnanlagen in Buckau und der Neuen Neustadt. Es gab 9 Tote und 24 Verletzte.
- 18. April 1941: Eine kleine Bombergruppe warf nachts 5 Spreng- und etwa 100 Stabbrandbomben auf die Altstadt, die Braunehirschstraße, die Beaumont-Straße und die Venedische Straße. Es gab 12 Tote und 37 Verletzte.
- 13. August 1941: Eine kleine Bombergruppe warf nachts Bomben auf Wohnhäuser in der Gartenstadt Westernplan. Es gab 7 Tote und 23 Verletzte.
- 29. Dezember 1943: 8 Flugzeuge der RAF griffen nachts mit 5,4 Tonnen Bomben Ziele in Magdeburg an. Über Tote und Verletzte liegen keine Angaben vor.
- 11. Januar 1944: leichter Tagangriff (USAAF ?) auf Ziele in Magdeburg. Keine Angaben über Tote und Verletzte.
- 14. Januar 1944: 10 Flugzeuge der RAF warfen nachts 6,9 Tonnen Bomben ab. Keine Angaben über Tote und Verletzte.
- 21. Januar 1944: Erster Großangriff auf Magdeburg. Von 22.50 bis 23.20 Uhr griffen 585 viermotorige Flugzeuge der RAF, überwiegend Avro Lancaster, mit 2.272 Tonnen Bomben die Stadt an. 55 (61) Bomber wurden abgeschossen, hauptsächlich auf dem Hinflug durch Nachtjäger. Das Flächenbombardement entsprechend der Area Bombing Directive kam nicht wie geplant zustande. Daran waren die Jagdflugzeuge, die Flak und die meteorologischen Bedingungen beteiligt.[6] Heftiger Wind trieb die gesetzten Leuchtmarkierungen Richtung Osten und Südosten ab, sodass der größte Teil der Bombenlast auf die Elbauenlandschaft, auf Felder und auf Orte südlich und östlich von Magdeburg fiel. Insgesamt 23 Kleinstädte und Dörfer waren dadurch betroffen. In Magdeburg wurden 69 Wohnhäuser zerstört oder beschädigt. Bombentreffer gab es auch in den Pfeifferschen Stiftungen (Samariterhaus), auf die Lutherkirche in Magdeburg-Friedrichstadt, die Flak-Kaserne, die Aktien-Brauerei, ein Umspannwerk und das Wasserwerk Buckau. Das Naturkundemuseum am Domplatz brannte aus, die Domfenster zerbarsten und einige Regierungsgebäude wurden beschädigt. 120 Tote und 400 Verwundete wurden registriert. Die öffentliche Trauerfeier fand in der Stadthalle vor 70 aufgereihten Särgen unter einem Eisernen Kreuz statt. Über 1.000 Magdeburger wurden obdachlos. Insgesamt konnte der Abwurf von 13 Minenbomben, 456 Sprengbomben, 70.000 Stabbrandbomben, 1.256 Phosphorbrandbomben, 53 Flüssigkeitsbrandbomben und 81 Phosphorkanistern ermittelt werden.[7]

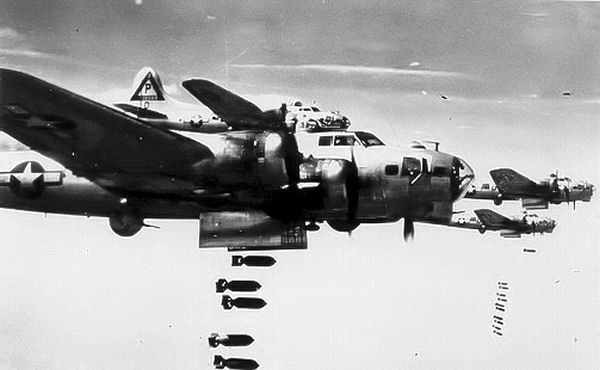
Amerikanische schwere Bomber Boeing B-17 „Flying Fortress“

Unmittelbar nach diesem Angriff wurde die Evakuierung von Frauen mit Kindern, Schülern und Teilen der nicht berufstätigen Bevölkerung aus Magdeburg beschleunigt: „Aktion Magdeburg“.
Ab Februar 1944 begannen die Amerikaner mit ihrer Beteiligung an den Bombardements. Die 8th Air Force der USAAF führte, von ihren Basen in England aus, Tagangriffe mit ihren schweren Bombern in Begleitung von jeweils Hunderten Langstrecken-Jagdflugzeugen auch auf Magdeburg aus. Zum Einsatz kamen viermotorige Bomber der Typen B-17 „Flying Fortress“ und B-24 „Liberator“, und als Jagdflugzeuge besonders P-51 „Mustang“ und P-47 „Thunderbolt“.
- 22. Februar 1944: Erster US-amerikanischer Angriff auf Magdeburg. Er sollte dem Hydrierwerk der BRABAG, den Junkers-Flugzeugmotorenwerken und den Friedrich-Krupp-Grusonwerken gelten. 16 B-17 griffen mit 42 Tonnen Spreng- und Brandbomben den Ostteil der Stadt an. Zerstörungen und Schäden entstanden in Wohnbereichen von Magdeburg-Friedrichstadt (heute Brückfeld), den Pfeifferschen Stiftungen und der Flakkaserne. Keine Schäden hatten die Junkerswerke zu verzeichnen. 41 Tote und 194 Verletzte wurden registriert.
- 28. Mai 1944: 55 amerikanische B-17 griffen mit 114 Tonnen Bomben von 14.08 Uhr bis 14.23 Uhr als Schwerpunkt Rothensee an. Die BRABAG-Hydrierwerke wurden besonders schwer getroffen, doch auch die Zinkhütte Giesche, ein Kraftwerk und die Großgaserei Magdeburg. Es gab 24 Tote und 72 Verletzte. Die offizielle Trauerfeier fand vor aufgereihten Särgen, unter Eisernem Kreuz, mit Ehrenformation der Polizei, Verlesen der Namen der Toten und mit Trauermarsch aus Wagners „Götterdämmerung“ auf dem Alten Markt statt. Wie nach anderen Angriffen veröffentlichte die Magdeburger Zeitung eine Liste mit den Namen der Toten: „Wieder beklagen wir Gefallene aus unseren Reihen, die der Terrorangriff auf Magdeburg forderte“.
- 20. Juni 1944: 95 amerikanische B-17 (3 Verluste) griffen von 8.10 Uhr bis 9.16 Uhr Rothensee an. 48 Tote und 148 Verletzte mussten registriert werden. Die öffentliche Trauerfeier fand in der Aula einer Magdeburger Schule statt.
- 29. Juni 1944: 83 amerikanische B-24 (2 Verluste) warfen von 9.01 bis 10.01 Uhr 221 Tonnen Bombenlast auf Magdeburg. Es gab 92 Tote und 291 Verletzte.
- 5. August 1944: Dieser amerikanische Angriff war für die Bevölkerung von Magdeburg der zweitverlustreichste des Krieges. 179 B-17 (3 Verluste) griffen die Stadt von 12.02 Uhr bis 12.24 Uhr an. Sie warfen 432 Tonnen Bomben auf die Junkerswerke in der Neuen Neustadt, auf Krupp-Gruson und andere Betriebe in Buckau. Auch Wohngebiete wurden stark getroffen. 683 (693) Tote und 881 Verletzte mussten registriert werden. 13.000 Magdeburger wurden obdachlos. Die Trauerfeier fand „unter großer Anteilnahme der Bevölkerung“ auf dem Alten Markt statt. Die Beisetzung erfolgte auf dem „Ehrenfeld“ des Westfriedhofs, das bereits im Oktober 1939 angelegt worden war.[9]

„Es war offensichtlich, dass neben den Objekten der Rüstungswirtschaft jetzt ganz gezielt Wohnviertel mit Bomben belegt wurden.“
- 16. August 1944: 154 amerikanische B-24 (5 Verluste) griffen mit 414 Tonnen Spreng- und Brandbomben Rothensee, Buckau und Magdeburg-Neustadt an. Schwere Zerstörungen entstanden in der gesamten Neustadt, so in der Lübecker Straße, am Nicolai-Platz, in der Alexanderstraße und Schmidtstraße. In Buckau wurden die Krupp-Gruson-Werke stark getroffen. Es gab an diesem Tage in Magdeburg 91 Tote und 66 Verletzte.
- 11. September 1944: 130 amerikanische B-24 (4 oder mehr Verluste) warfen von 11.15 bis 12.10 Uhr 300 Tonnen Bomben. 120 Tote und 212 Verletzte mussten festgestellt werden.
- 12. September 1944: 217 amerikanische B-17 (7 Verluste) griffen mit 498 Tonnen Bomben besonders Rothensee und Magdeburg-Friedrichstadt an. Der Dom bekam Sprengbomben-Treffer im Mittelschiff. Es gab in Magdeburg 136 Tote und 143 Verletzte.
- 28. September 1944: 417 amerikanische B-17 (23 Verluste) warfen von 11.34 bis 12.12 Uhr 1.062 Tonnen Bomben auf Magdeburg. Für den Hauptverband mit 359 Maschinen und 918 Tonnen Bomben ist Magdeburg im Kriegstagebuch der 8th Air Force als „Sekundärziel“ angegeben. Stark betroffen waren die Reichsbahn und ganz besonders die Innenstadt. Die Katharinenkirche brannte aus. An der Johanniskirche zerstörten drei Treffer das Dach und brachten größere Teile des Gewölbes zum Einsturz. Die Jakobi- und die Sebastiankirche erlitten Schäden. Die Klosterkirche Unser Lieben Frauen („der schönste Fleck in Magdeburg“) wurde stark in Mitleidenschaft gezogen. Am Prinz-Heinrich-Palais und am Zeughaus-Museum entstanden Schäden. Zerstörungen gab es auch am Rathaus, dem Centraltheater und am Krankenhaus Altstadt. Erste Lücken wurden in die Fronten der Barockbauten am Breiten Weg gerissen. 261 Tote und 492 Verletzte wurden registriert.
- 7. Oktober 1944: 87 amerikanische B-24 (1 Verlust) griffen von 11.40 bis 12.25 Uhr Rothensee und Buckau mit 310 Tonnen Bomben an. Auch das Krankenhaus Sudenburg wurde getroffen (die Krankenhaus-Dächer waren mit großen Roten Kreuzen gekennzeichnet). Es gab an diesem Tag 50 Tote und 112 Verletzte.

Die Ausstellung „Dann färbte sich der Himmel blutrot“ nennt für Magdeburg folgende Zahlen für das Jahr 1944: 1.966 angreifende alliierte Flugzeuge, Abwurf von 5.714 Tonnen Bomben, 1.658 getötete und 2.882 verletzte Bürger, und 40.000 Magdeburger, die „Wohnungen, Haus und Hof“ eingebüßt hatten.
In den Wochen vor dem 16. Januar 1945 wurden nur verhältnismäßig schwache Luftangriffe auf Magdeburg geflogen. Die Mehrzahl der Luftalarme wurde ausgelöst, weil Bomberverbände auf der Strecke Hannover−Braunschweig mit dem Ziel Berlin gesichtet wurden.

## Angriffe 1945
- 14. Januar 1945: 90 amerikanische B-17-Bomber (2 Verluste) griffen von 13.13 bis 13.24 Uhr Magdeburg als Primärziel mit 223 Tonnen Bomben an. Die Zahl der Toten und Verletzten ist nicht bekannt.
- 16. Januar 1945: Tagesangriff der USAAF: 122 amerikanische B-24 griffen von 11.30 bis 11.59 Uhr mit 237 Tonnen Bomben den Handelshafen, das BRABAG-Hydrierwerk in Rothensee und Schwerindustriebetriebe (u. a. das Friedrich Krupp AG Grusonwerk) in Buckau an. Die – mit Bränden einhergehenden – Zerstörungen durch diesen Angriff im Norden und Süden der Stadt waren beträchtlich: in den Industrieanlagen und den angrenzenden Wohngebieten, besonders der „Nordfront“. Die Feuerwehren von Magdeburg und Umgebung wurden durch diesen Einsatz stark gebunden, was sich in der darauffolgenden Nacht sehr negativ auswirken sollte. 40 Tote waren zu registrieren.

### Der Groß-Angriff der RAF am Abend des 16. Januar 1945

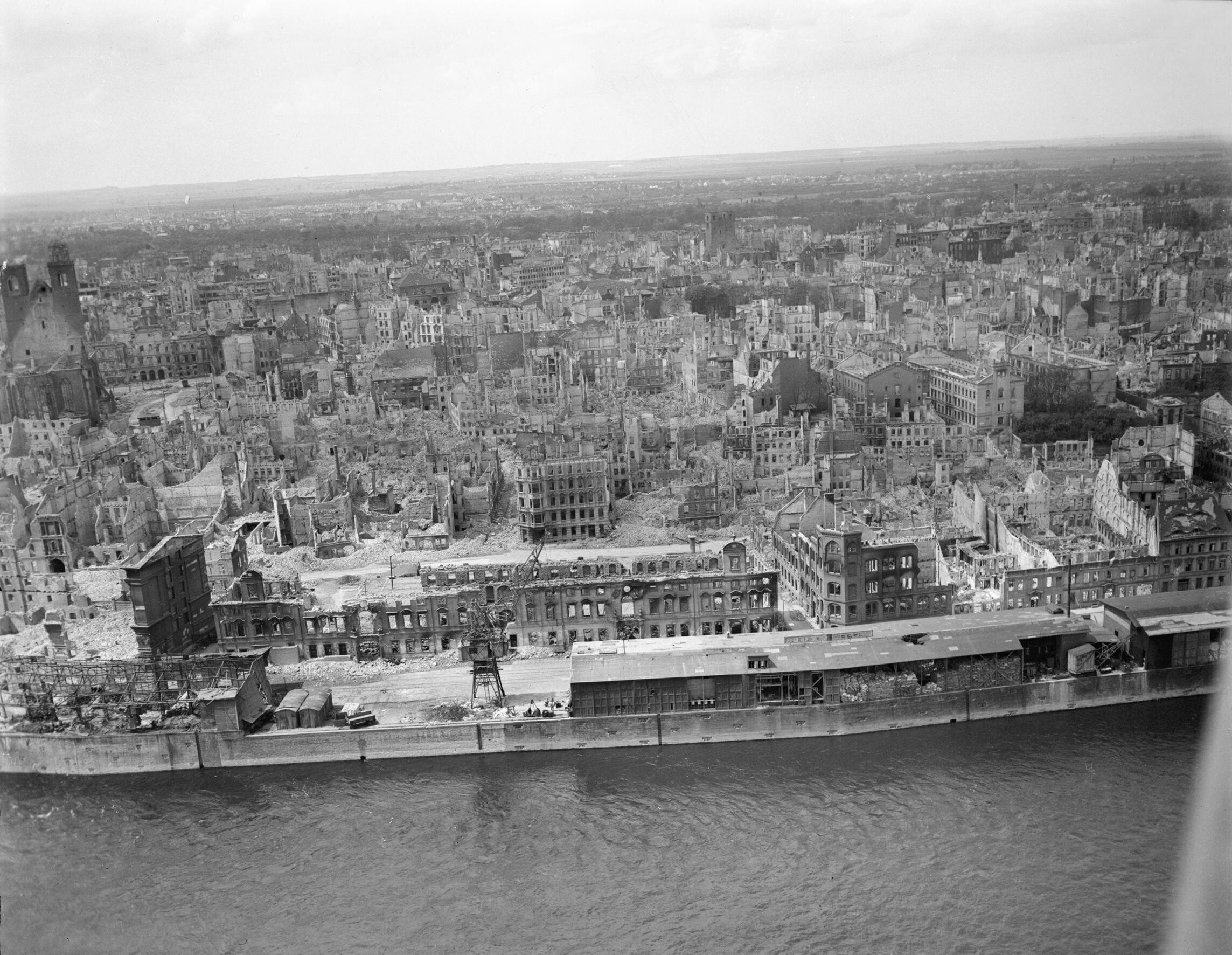
Im Tiefflug aufgenommenes Luftbild der zerstörten Innenstadt

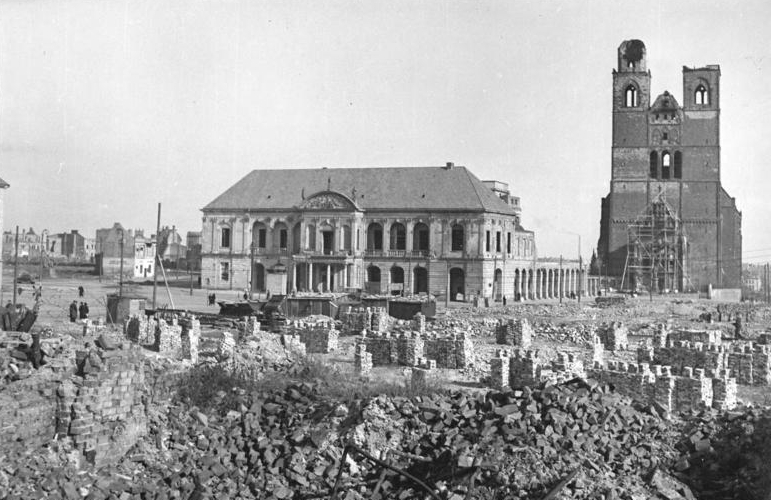
Rathaus und Johanniskirche 1952

- 16. Januar 1945: Nachtangriff: Dieser Luftangriff der RAF auf Magdeburg war eines von zahlreichen geplanten Flächenbombardements gegen deutsche Großstädte und hatte den Codenamen „Grilse“ (engl. junger Lachs). Der Stellvertreter von Arthur Harris, Oberbefehlshaber des RAF Bomber Command, war Air Vice-Marshal Robert Saundby, der als begeisterter Angler alle in Auswahl kommenden deutschen Städte mit einem Fish code versah.[11] Die britischen Luftangriffe auf zivile Flächenziele (Innenstadt, Wohnviertel und andere) erfolgten gemäß der Area Bombing Directive („Anweisung zum Flächenbombardement“) des britischen Luftfahrtministeriums vom 14. Februar 1942.[12] Bezogen auf Magdeburg am 16. Januar 1945 schrieb der Magdeburger Oberbürgermeister Wilhelm Polte 1995: „Ihr Ziel (der britischen Bomber) waren nicht die Kasernen und Rüstungsbetriebe am Stadtrand, sondern das dicht besiedelte Zentrum“.[13]

Chronologie des Nacht-Angriffs vom 16. Januar 1945
Am 16. Januar kurz nach 19.00 Uhr startete der Bomberverband der Royal Air Force mit insgesamt 371 Flugzeugen der 6. (Royal Canadian) und der 4. Bomber Group in Südostengland. Nach Überqueren des Ärmelkanals durch sechs Teilverbände mit zunächst verschiedenen Richtungen und vor deren Einflug in das Reichsgebiet, hatten eine große Anzahl elektronischer Störflugzeuge der RAF mit „Mandrel-Schirmen“ die deutsche Radarerfassung teilweise außer Kraft gesetzt und sie so daran gehindert, früh die vorgesehene Route der Bomber zu bestimmen. Der Kurs des zusammengefassten Bomberstroms mit einer Länge von Dutzenden Kilometern entsprach zunächst der Route Richtung Berlin. Dann änderte er über dem Raum Gardelegen/Fallersleben abrupt seinen Kurs nach Südosten und flog Magdeburg an. Durch dieses Täuschungsmanöver war bis kurz vor Beginn des Luftangriffs unklar, dass Magdeburg sein Ziel war. Als die Luftschutzsirenen die Bevölkerung warnten, detonierten bereits die ersten Bomben. Die flüchtenden Menschen konnten die Bunker oft nicht mehr erreichen.
Das Flächenbombardement führte eine Streitmacht von 347 der gestarteten 371 Maschinen durch. 10 Halifax-Bomber waren über dem Raum Hannover von deutschen Nachtjägern abgeschossen worden. Es handelte sich bei den Magdeburg erreichenden Flugzeugen um sieben Mosquitos, 43 Avro Lancasters und 297 Halifax-(Mark 3)-Bomber. Sie führten folgende Bombenlast mit sich: 881 großkalibrige Minenbomben der Typen HC-4.000 (je 1.300 kg Sprengstoff) und HC-2.000 (je 620 kg Sprengstoff), 252 hochbrisante Sprengbomben, 25.638 Stabbrandbomben und 5.024 Flüssigkeitsbrandbomben – insgesamt also 1.060 Tonnen Bomben, davon 641 Tonnen Brandbomben und 419 Tonnen Sprengbomben
Um 21.23 Uhr überflogen acht Lancaster die Stadt und warfen tonnenweise Stanniolstreifen ab, um durch Reflexion der Funkmeßstrahlen der Flakabwehr, dieser die Ortung der Bomber unmöglich zu machen. Drei Minuten später warfen sogenannte Pfadfinder-Maschinen Leuchtbomben („Weihnachtsbäume“) über der Stadt ab, um das Zielgebiet mit taghellem Magnesiumlicht für den nachfolgenden Angriff zu beleuchten. Sichtmarkierer steckten ab 21.28 Uhr mit roten und grünen Leuchtzeichen den Angriffssektor Innenstadt genauer ab. Es folgte unter Führung eines „Masterbombers“, nach nochmaligem Abwurf von Leuchtbomben durch zehn Lancaster im Tiefflug, ab 21.32 Uhr die erste Angriffswelle mit Luftminen, welche durch ihre starke Sprengkraft Dächer und Wände der Gebäude aufrissen. Damit schufen sie die Angriffsflächen für die, ab 21.39 bis 21.58 Uhr in zweiter Welle, nachfolgenden Stabbrandbomben und Flüssigkeitsbrandbomben, kombiniert mit Minenbomben und Sprengbomben. Der Boden der Stadt bebte erdbebenartig durch die pausenlose Detonation der Sprengkörper, die man noch bis in 70 km Entfernung hat spüren können. Durch die zahlreichen Brandherde entwickelten sich – wie geplant – großflächige Feuerstürme mit Temperaturen über 800 Grad Celsius, die von dem Luftkriegshistoriker Olaf Groehler für Magdeburg als „Feuerorkan“ bezeichnet wurden. Die Altstadt glühte aus und ließ Tausende von Menschen ersticken und verbrennen. Der Asphalt auf den Straßen wurde flüssig und begann ebenfalls zu brennen. Den Feuerschein der brennenden Stadt konnten die zurückfliegenden Bomberpiloten noch jenseits des Rheins in 370 km Entfernung sehen.
Durch die heftigen Detonationen fiel schlagartig die Strom-, Gas- und Wasserversorgung in der Innenstadt aus. Die Straßen waren für die aus der weiten Umgebung zu Hilfe eilenden Feuerwehren oft nicht passierbar. Zur Bergung der Verschütteten, Verwundeten und Toten wurden neben den zuständigen Hilfskräften, der Wehrmacht, Kriegsgefangenen und Freiwilligen auch Bergleute aus der Umgebung herangezogen. „Die Toten, vielfach Frauen, Kinder und Greise, wurden an den Straßenrändern und vor den Ruinen niedergelegt …In herangebrachte primitive Särge wurden sie gelegt, oft viele, durch Phosphor zusammengeschrumpfte Leichen in einen.“
Der gesamte Luftangriff dauerte 39 Minuten, davon das eigentliche Bombardement 28 Minuten. Besonders die acht Quadratkilometer große Fläche zwischen Hasselbachplatz, Hauptbahnhof, Alter Neustadt und Elbe lag nach dem Angriff in Trümmern und brannte noch mehrere Tage. Die Innenstadt wurde zu 90 % zerstört; die Zerstörung der gesamten Stadt wird auf 60 % geschätzt. 2.680 Menschen kamen ums Leben, 11.221 wurden verletzt und 190.000 wurden obdachlos. Das Statistische Jahrbuch des Rates der Stadt von 1946 nennt 6.000 Tote 1964 wurden vom ADN noch ganz andere Zahlen genannt: „Magdeburg hatte nach dieser grauenvollen Nacht 16.000 Tote, 24.648 Verwundete und 244.560 Obdachlose zu beklagen“. Die Beisetzungen erfolgten, unter Einsatz von Wehrmacht und Kriegsgefangenen, über 8–12 Tage vorwiegend auf dem Westfriedhof, doch auch auf den anderen Magdeburger Friedhöfen
Die Zehntausenden „ausgebombten“ Magdeburger wurden über Sammelstellen in den Außenbezirken der Stadt in die bald überfüllten Dörfer und Kleinstädte evakuiert, mit Sonderzügen auch in weitere mitteldeutsche Regionen. Als vermisst galten in den ersten Tagen nach dem Angriff 10.000 Einwohner. Zwar „klärten sich danach zahlreiche Schicksale auf“, jedoch betrug ihre Zahl Anfang April 1945 immer noch 2.000
„Der Bombenangriff vom 16. Januar 1945 brachte fast das gesamte Leben in Magdeburg zum Erliegen“.
Die NS-Propaganda spielte den Angriff herunter:

„Nordamerikanische Terrorverbände bombardierten am gestrigen Tag Städte in Mitteldeutschland. […] Bei Terrorangriffen auf Magdeburg und Dessau wurden hauptsächlich Wohngebiete zerstört. Nachtjäger und Flakartillerie der Luftwaffe schossen 34 feindliche Flugzeuge, darunter mindestens 24 viermotorige Bomber, ab.“

- 17. Januar 1945: In dieser Nacht warfen 69 Flugzeuge der RAF noch einmal 79 Tonnen Bomben in die Stadt.

### Angriffe von Februar bis April 1945
„Die (14 nun folgenden) Bombardements galten den noch nicht in Mitleidenschaft gezogenen Wohnvierteln, der Industrie und dem Verkehrsnetz.“
- 2. Februar 1945: 42 Flugzeuge der RAF warfen nachts 43 Tonnen Bomben auf Magdeburg. Die Zahl der Toten und Verletzten ist unbekannt.
- 3. Februar 1945: 362 amerikanische B-24 (2 Verluste) warfen von 11.10 bis 12.00 Uhr 842 Tonnen Bombenlast auf die Stadt. Schwerpunkte waren Rothensee und Magdeburger Bahnanlagen mit Umgebung. 23 Tote und 11 Verletzte wurden registriert.
- 6. Februar 1945: 418 amerikanische B-24 (2 Verluste) griffen Magdeburg als „Sekundärziel“ mit 727 Tonnen Bomben an. 167 Tote und 216 Verletzte wurden gezählt.
- 9. Februar 1945: 278 amerikanische B-24 (5 Verluste) warfen 638 Tonnen Bomben auf Magdeburg, besonders auf Verkehrsanlagen und deren Umgebung. 42 Tote und 52 Verletzte.
- 13. Februar 1945: 70 Flugzeuge der RAF griffen nachts (22.08 bis 22.15 Uhr) Magdeburg mit 84 Tonnen Bomben an. 4 Tote wurden mitgeteilt.
- 14. Februar 1945: 340 amerikanische B-24 (1 Verlust) warfen von 11.52 bis 13.13 Uhr 811 Tonnen auf Magdeburg als „Sekundärziel“, besonders auf Verkehrsanlagen. 77 Tote und 134 Verletzte.
- 15. Februar 1945: 353 amerikanische B-24 griffen die Stadt als „Primärziel“ von 11.39 bis 11.55 Uhr mit 899 Tonnen Bomben an. 76 Tote und 11 Verletzte.
- 2. März 1945: 299 amerikanische B-24 (2 Verluste) warfen von 10.35 bis 10.41 Uhr 372 Tonnen Bomben auf Magdeburg, Schwerpunkte als Primärziele waren Buckau und Rothensee. Groehler gibt 727 Tonnen an.[15] Der Dom wurde getroffen: 32 m² großes Loch zwischen den Türmen und Hauptschiff-Beschädigung. Die große Orgel wurde zerstört. 73 Tote und 24 Verletzte mussten registriert werden.
- 3. März 1945: 219 B-24 (4 Verluste) griffen von 10.13 bis 10.38 Uhr Rothensee mit 479 Tonnen Bomben als Primärziel an. Das Hydrierwerk wurde völlig zerstört. Die Zahl der Toten und Verletzten ist nicht bekannt.
- 13. März 1945: Tagesangriff auf Magdeburg[26] 63 Tote
- 14. März 1945: Nachtangriff[26]
- 2. April 1945: Nachtangriff der RAF mit 48 Flugzeugen und 78 Tonnen Bombenlast.
- 3. April 1945: Nachtangriff[26], 62 Tote.
- 4. April 1945: Nachtangriff der RAF mit 35 Flugzeugen und 54 Tonnen Bomben.
- 17. April 1945: Neben den ständig am Himmel kreisenden Jagdbombern mit ihren Bordkanonen und Maschinengewehren, aus denen die Wohnviertel beschossen wurden[27], belegten in einem „Rollenden Luftangriff“ 360 Flugzeuge der USAAF die Stadt von 11.00 Uhr bis 16.00 Uhr (12.00 bis 17.00 Uhr) mit einem Bombenteppich (770 Tonnen Bomben). Etwa 3.000 Wohnungen wurden zerstört oder schwer beschädigt.[28] Es gab etwa 150 Tote und 650 Verwundete.[29]
- 18. April: das linkselbische Magdeburg wird durch die Amerikaner besetzt – teilweise noch gegen Widerstand –, am 5. Mai das rechtselbische durch die Rote Armee.
- 19. April: die noch in deutscher Hand befindlichen östlichen Teile Magdeburgs waren weiterhin dem Feuer, auch von schwerer US-Artillerie, ausgesetzt. Deutsche Geschütze beschossen linkselbische Ziele vom Werder und vom Rotehornpark aus. Bisher von den Kriegsereignissen verschonte Gebäude wurden nun getroffen: das am Elbufer gelegene Stadtparkrestaurant, das Gebäude des Ruderclubs „Werder“, das Magdeburger Schützenhaus und die 1927 erbaute Stadthalle wurden zerstört, der Ausstellungsturm im Rotehornpark beschädigt.[30] Die Artillerie-Duelle hielten tagelang an, von US-Seite bis zum 30. April. US-Jagdbomber überflogen ständig die östlichen Stadtteile und „schossen auf alles, was sich bewegte“.

Magdeburg erlebte im Zweiten Weltkrieg über 620 mal Fliegeralarm.

## Materielle Verluste
Der Zerstörungsgrad der Stadt insgesamt lag bei 60 %, der der Innenstadt bei 90 %. Von 106.733 Wohnungen waren 40.674 total vernichtet (38 %) und 31.774 schwer beschädigt (30 %). 68 % des Wohnraums waren zerstört oder schwer in Mitleidenschaft gezogen worden. Die Einwohnerzahl von Magdeburg war von 335.000 vor dem Krieg auf 90.000 (mit Ortsfremden 120.000) im April 1945 gesunken. Die Menschen hausten zum Teil in Notunterkünften. 71 % aller öffentlichen Gebäude waren ausgebrannt oder/und zertrümmert. 23 Schulen waren total vernichtet, 17 schwer und 20 leicht beschädigt. Zerstört waren 1.524 Ladengeschäfte, 1.119 Handelsbetriebe, 1.026 Handwerksbetriebe, 224 Gaststätten, 196 öffentliche Gebäude, 130 Fabriken, 37 Festsäle und Versammlungsräume, 34 Krankenhäuser und Kliniken, 34 Warenhäuser, 32 Landwirtschaftsbetriebe, 21 Kinos, 15 Kirchen, 15 Hotels, drei Theater und drei Museen. Die Zahl der Krankenhausbetten war von 3.825 auf 398 (10 %) zurückgegangen.
Die innerstädtischen Elbebrücken waren bei den Luftangriffen intakt geblieben. Die erste wurde von der Wehrmacht am 12. April, die anderen am 18. April kurz vor Eintreffen der Amerikaner gesprengt.
Sechs Millionen Kubikmeter Trümmer waren zu beseitigen. Der Sachschaden lag bei 1,852 Milliarden Reichsmark. Davon entfielen auf Gebäudeschäden 404, auf gewerbliche Schäden 520 und auf Hausratschäden 928 Millionen.

## Verluste an Kulturbauten
Die Verluste und Schäden an Kulturbauten sind – einschließlich Bebilderung – von Renate Kroll in dem Standardwerk Schicksale deutscher Baudenkmale im zweiten Weltkrieg gut dokumentiert, auf das sich auch die folgende Übersicht stützt. Auch die Fotos in den anderen, unten angeführten Büchern zum Thema sind sehr aussagekräftig.
An Bauten der Kultur und Bildung wurden in Magdeburg durch die alliierten Luftangriffe zerstört: 23 Schulen, 37 Festhallen und Säle, über 15 Kirchen, drei Theater und drei Museen.

### Kirchen

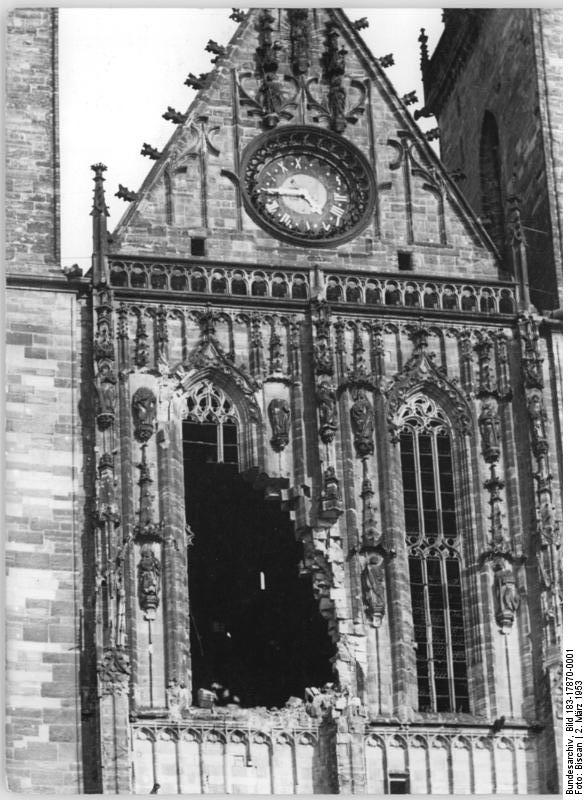
Dom, Mittelbau der westlichen Domseite (1953), vor Restaurierung

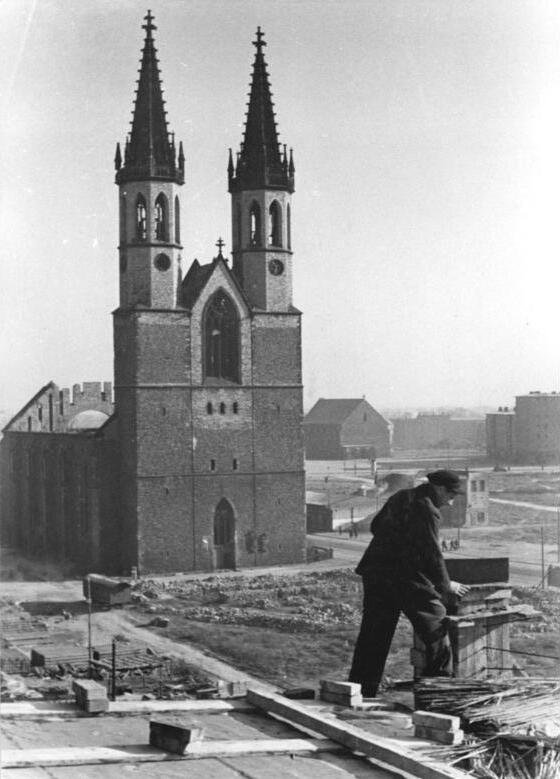
Ulrichskirche (1954), vor Sprengung 1956

Die Verluste an der Innenausstattung der Kirchen wären noch größer gewesen, wenn nicht viele bewegliche Kunstgüter ausgelagert worden wären. Acht kriegsbeschädigte Kirchen (davon eine nach Wiederaufbau) wurden zur DDR-Zeit gesprengt und abgetragen.
- Dom St. Mauritius und St. Katharina: wurde bei Luftangriffen 1944 und 1945 durch sieben Treffer schwer beschädigt: Treffer in Nordturm und Mittelbau, im zweiten Langhausjoch die Gewölbe beider Seitenschiffe durchschlagen; weitere Treffer im nördlichen Querschiff neben der Paradiespforte und im westlichen Teil des Kreuzgangsüdflügels. Giebelchen des südlichen Seitenschiffs beschädigt. Im Bischofsgang Artillerietreffer. In der Westfront zwischen den Türmen ein 32 m² großes Loch. 300 m² Gewölbe, 460 m² Mauerwerk, 2.300 m² Fensterfläche und 5.600 m² Dachfläche zerstört. Auch die nachmittelalterliche Ausstattung und die Orgel wurden völlig zerstört.
- Kloster Unser Lieben Frauen: beim Luftangriff 1945 der Chor, die südliche Seitenkapelle und das Sommerrefektorium mit einem Teil des westlichen Kreuzgangflügels, sowie sämtliche Dächer zerstört. Vollständige Vernichtung der umgebenden Bebauung, dadurch die Turmfront freigelegt, die vordem in die Straßenflucht der Regierungsstraße eingebunden war.
- Lutherkirche in Friedrichstadt: bei britischem Nachtangriff am 21. Januar 1944 teilzerstört. 1951 abgerissen, dann überbaut.
- St.-Sebastian-Kirche: beim Angriff am 16. Januar 1945 brannten die welschen Hauben ab, das Dach wurde stark beschädigt und das Maßwerk der Fenster zerstört. Wiederinstandsetzung.
- St.-Johannis-Kirche: Bereits beim Angriff am 28. September 1944 war die Kirche schwer getroffen worden. Beim Angriff vom 16. Januar 1945 wurde sie bis auf die Umfassungsmauern zerstört, einschließlich der Innenausstattung. Stehen blieben die Pfeiler des Mittelschiffs mitsamt der von ihnen getragenen Bögen und Teile der Türme. Wiederaufbau.
- St.-Jakobi-Kirche: am 16. Januar bis auf die Umfassungsmauern zerstört und ausgebrannt. Ruine 1959 gesprengt.
- St.-Katharinen-Kirche: brannte beim Luftangriff am 28. September 1944 aus[35] Angegeben wird jedoch auch: am 16. Januar 1945 bis auf die Umfassungsmauern und die Südarkaden zerstört, dabei auch die Kanzel und der barocke Altar vernichtet[36] Ruine 1964–1966 abgerissen.
- St.-Petri-Kirche: am 16. Januar 1945 bis auf die Umfassungsmauern zerstört, dabei auch die barocke Innenausstattung vernichtet. Der Turm und die Vorhalle wiesen nur leichte Schäden auf. Ab 1962 Wiederaufbau.
- St.-Ulrich-und-Levin-Kirche (Ulrichskirche): Kirchenschiff 1945 bei erhaltenen Umfassungsmauern ausgebrannt, samt der Innenausstattung. Türme erhalten. Trotz Wiederaufbaufähigkeit 1956 Kirche gesprengt
- Ehemalige Sankt-Nikolai-Kirche: war schon lange profaniert, ab 1937/38 Zeughaus-Museum. 1944 beschädigt, am 16. Januar 1945 stark zerstört, nur größter Teil der Außenmauern erhalten. 1959 Ruine abgerissen.
- Wallonerkirche: Wallonisch-reformierte Kirche. Am 16. Januar 1945 völlig ausgebrannt, samt Innenausstattung. Wiederaufbau.
- Heilig-Geist-Kirche: 1945 die Kirche und Annenkapelle bis auf die Umfassungsmauern zerstört, auch der historische Taufstein und der Orgelprospekt. Kirche nach Wiederaufbau 1959 gesprengt.
- Magdalenenkapelle: beim Luftangriff schwer beschädigt, Dachhaut zerstört, Kapellengewölbe blieb erhalten.
- Französisch-reformierte Kirche (Große Marktstraße): am 16. Januar 1945 bis auf die Umfassungsmauern zerstört. Ruine 1959 beseitigt.
- Martinskirche in der Alten Neustadt: am 16. Januar 1945 zerstört. Ruine abgerissen.
- Deutsch-reformierte Kirche in der Alten Neustadt: am 16. Januar 1945 bis auf Umfassungsmauern zerstört, Ruine abgetragen.
- Sankt-Nikolai-Kirche in Neuer Neustadt. Beim Luftangriff 1944 (?) schwer beschädigt. Südturm, Dach und Tonnengewölbe zerstört, ebenso die Fenster. Wiederherstellung.
- St.-Briccius-Kirche in Cracau: beim Luftangriff vom 16. Januar 1945 wurden die Dächer des Turms und des Kirchenschiffs sowie die Orgel zerstört.
- Martin-Gallus-Kirche in Fermersleben: 1944 bei einem Bombenangriff die Dächer zerstört und das Inventar beschädigt. Bei Explosionen von Munitions- und Treibstoff-Waggons auf dem Rangierbahnhof durch Druckwellen die Kirche erheblich beschädigt.
- Immanuelkirche in Prester: bei einem Bombenangriff 1944 die Kirche erheblich beschädigt, die Orgel zerstört
- St.-Stephans-Kirche in Westerhüsen: am 14. Februar 1945 von Bombe getroffen. Kirchenschiff weitgehend zerstört. Ruine abgetragen, Turm repariert

### Öffentliche Gebäude

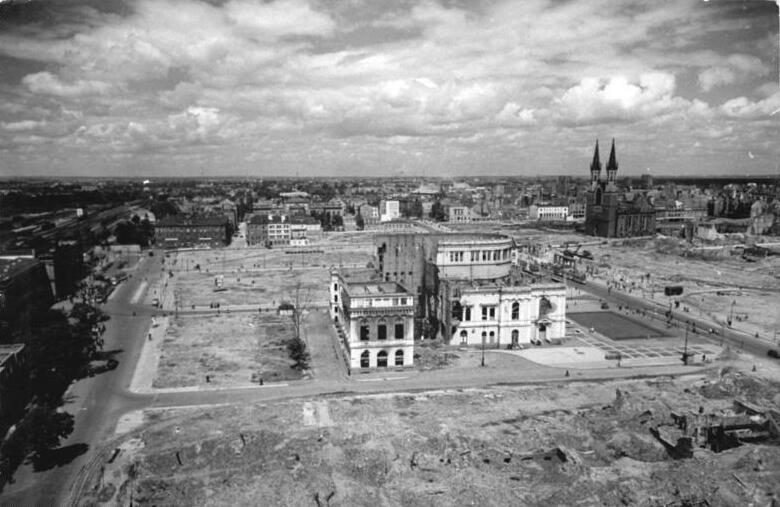
Stadttheater 1950. Gesprengt 1958

- Altes Rathaus Alter Markt 15: bereits 1944 getroffen, dann am 16. Januar 1945 schwer beschädigt. Süd- und Ostflügel total zerstört, Nord- und Westflügel büßten die Dächer ein. Die Mauersubstanz ihrer Obergeschosse wurde stark beschädigt. Von den oberen Räumen behielt nur der mittlere an der Südseite des Nordflügels seine beiden gotischen Gewölbe.
- Neues Rathaus: ausgebrannt, wiederhergestellt.
- Alter Packhof (Werftstraße 40): prächtiges, schlossartiges Barockgebäude am Elbufer. 1945 zerstört, Ruine abgetragen.
- Neuer Packhof, Werftstraße 39: an der Elbe neben der Strombrücke gelegen. 1945 zerstört, Ruine abgetragen.
- Sterntor: barocke Toranlage. Am 16. Januar 1945 zerstört bzw. schwer beschädigt
- Naturkunde-Museum im Haus Domplatz 5: brannte am 21. Januar 1944 beim Luftangriff aus. Die meisten Bestände waren ausgelagert worden.
- Kaiser-Friedrich-Museum: Imposanter Bau. Im Krieg Nordwestecke mit Turm und Südteil des Komplexes schwer beschädigt. Vereinfachter Wiederaufbau, auch ohne Turm.
- Ehemaliges Nationaltheater (bis 1876 Theater, dann Turnhalle), Dreiengeiststraße 28. Beim Luftangriff 1945 zerstört, Ruine später abgerissen.
- Stadttheater Magdeburg: Otto-von Guericke-Straße. Am 16. Januar 1945 bis auf Umfassungsmauern teilzerstört. Sollte wieder ausgebaut werden. Aber 1958 gesprengt und abgetragen.
- Centraltheater in Magdeburg: Bau von 1906/07. 1944 zerstört, bis 1951 Ruine wieder ausgebaut. Wurde Maxim-Gorki-Theater
- Wilhelm-Theater: Johannisfahrtstraße 16. Beim Luftangriff zerstört.
- Gesellschaftshaus am Klosterbergegarten: beim Luftangriff 1945 beschädigt
- Gesellschaftshaus im Herrenkrug-Park: im Krieg beschädigt, später abgetragen
- Ausstellungsbauten im Rotehornpark auf der Werder-Elbinsel: Stadthalle durch Artillerie-Beschuss am 19. April 1945 beschädigt und ausgebrannt[37] Sternbrücke zerstört. Die Ausstellungshallen total zerstört. Beschädigter Aussichtsturm und Pferdetor erhalten.
- Circus Blumenfeld: in der Königstraße (heute Walter-Rathenau-Straße), am 28. September 1944 schwer beschädigt, am 16. Januar 1945 endgültig zerstört.
- Hauptbahnhof: am 16. Januar 1945 schwer getroffen. Mittleres Empfangsgebäude völlig zerstört und nicht wiederaufgebaut. Östliches Empfangsgebäude (im Stil eines toscanischen Palazzo) mit schweren Schäden. 1946 Beginn des Wiederaufbaues des Bahnhofs, jedoch ohne die Dachkonstruktion der zerstörten historischen Bahnhofshalle.

### Bürgerhäuser
Magdeburg war reich an Bürger- und Geschäftshäusern aus der Barock-, der Rokoko-, der Gründerzeit- und der Jugendstil-Zeit. Die meisten fielen den flächenhaften Bombenangriffen zum Opfer, besonders in der Nacht des 16. Januar 1945. Die Ruinen wurden später beseitigt, wenig wurde wieder aufgebaut.
Besonders schmerzhaft waren die Verluste am Domplatz, wie zum Beispiel das Haus Kreuzgangstraße 5, am Alten Markt und am Breiten Weg. Der Alte Markt war der Mittelpunkt der Bürgerstadt, mit Rathaus, Gewandschneider- und Seidenkramer-Innungshaus, dem Haus Zum goldenen Greif und dem Haus Zum güldenen Hammer. Der Breite Weg, Hauptverkehrsader der Innenstadt, mit seinen Barock-Bauten wurde fast vollkommen zerstört, darunter auch die Häuser Zu den drei Kleeblättern und Zum güldenen Kreuz sowie der Renaissancebau Zum Türmchen. Zu den zerstörten Gebäuden gehörten auch die Häuser Regierungsstraße 2 und 3 und die Gebäude an einer Vielzahl innerstädtischer Straßen wie der Heiligegeiststraße, dem Pfeifersberg und der Weißgerberstraße.
Das Kapitel Magdeburg in Schicksale deutscher Baudenkmale im Zweiten Weltkrieg zeigt mit seinen Abbildungen besonders eindrucksvoll die Verluste auch an Bürgerhäusern.

## Opfer und Begräbnisstätten

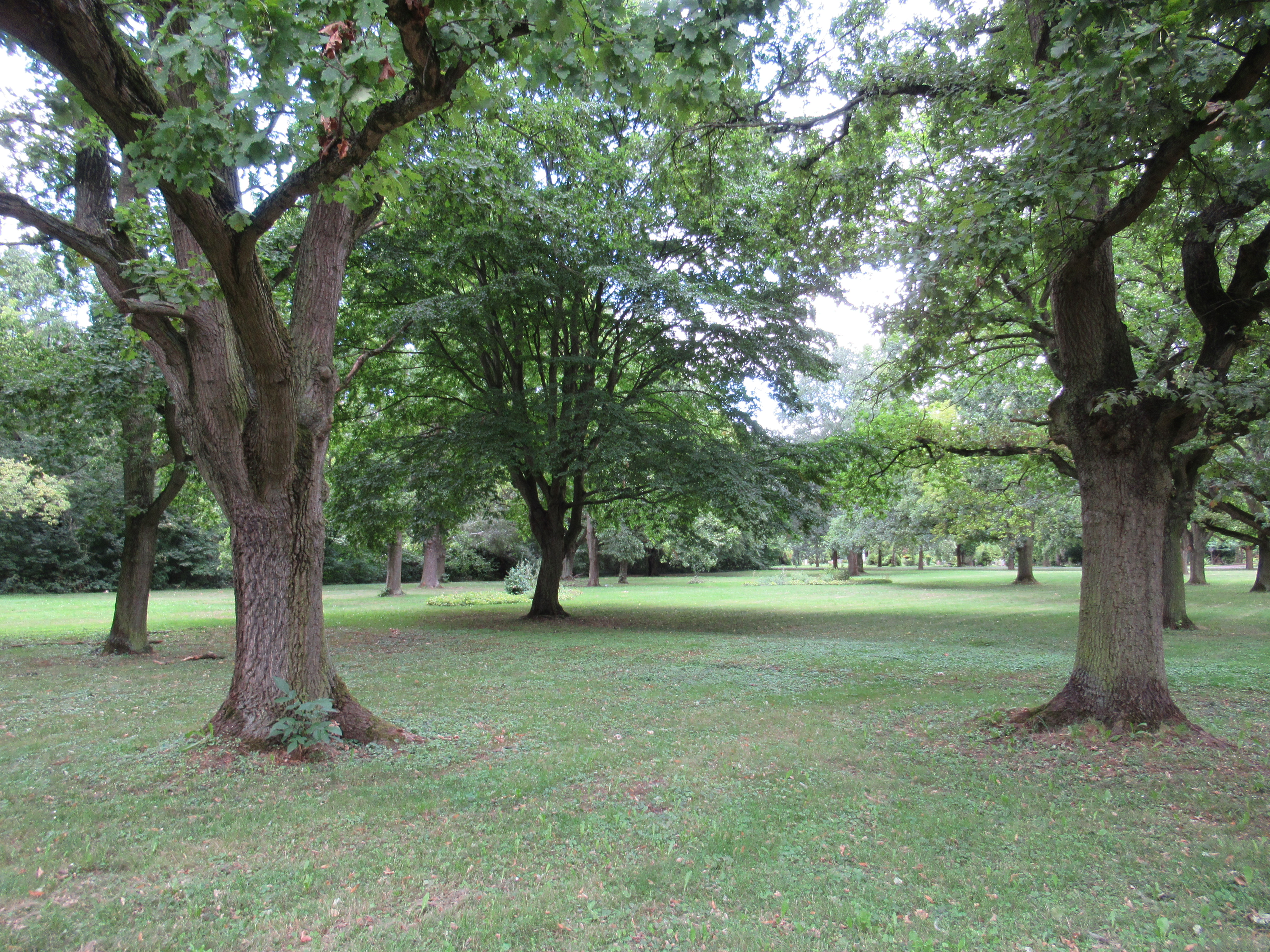
Ehrenhain (Detail) Bombenopfer von Magdeburg auf den Kriegsgräberstätten des Westfriedhofs

Die Addition der aufgefundenen und registrierten Todesopfer aller 38 Luftangriffe von 1940 bis 1945 ergibt eine Zahl von 4.500 bis über 5.000 bis 6.000
- Aufgeschlüsselt ergeben sich für die Angriffe
  - von 1940 bis 1944 zusammen 1.689 Tote,
  - für den Tagangriff vom 16. Januar 1945 40 Tote,
  - für den Nachtangriff vom 16. Januar 2.680 Tote
  - für die Angriffe von Februar bis 17. April 1945 737 Tote:
  - insgesamt 5.146 Tote. Die Zahlen sind unvollständig, da von 10 Angriffen (davon acht 1945) nicht dokumentiert.
- Friedhöfe: Die meisten gefundenen Toten wurden, so auch nach dem 16. Januar 1945, in Reihengräbern in Särgen auf der Kriegsgräberstätte Westfriedhof beigesetzt. Die Beisetzung der 600 nicht identifizierbaren, meist verkohlten Leichen von dem Brandangriff am 16. Januar 1945 erfolgte ebenfalls dort, in einem Massengrab, aber auch in Särgen. Andere Tote wurden auf weiteren Magdeburger Friedhöfen begraben – so auf dem Friedhof der Pfeifferschen Stiftungen[42].
- Zahl der bei Bombenangriffen auf Magdeburg getöteten und bestatteten Menschen[43]. Friedhöfe und Zahl der Bestatteten. Stand 1985. Nach 1990 gab es noch Umbettungen aus den Begräbnisstätten der Reservelazarette auf den Westfriedhof.

- Westfriedhof: 2680 (davon 600 Unbekannte)
- Südfriedhof: 246
- Westerhüsen: 70
- Lemsdorf: 14
- Salbke: 46
- Ost: 70
- Rothensee: 13
- Alter Militärfriedhof: 10
- Prester: 14
- Sudenburg: 30
- Neuer Friedhof Sudenburg: 117
- Reservelazarett II: 57
- Neustadt: 357
- Friedrichstadt: 12
- Pfeiffersche Anstalten: 20
- Zusammen: 3756

- Gesamtzahl der Opfer: Bereits in den ersten Tagen und Wochen nach dem 16. Januar 1945 war von 16.000 Todesopfern die Rede[44]. Auch zu DDR-Zeiten hielt sich teilweise diese Zahl, bis in das Jahr 1989[45][46] Freya Paschen, Sprecherin der Magdeburger Museen, sagte dazu: Einen historischen Beleg für diese Aussage gäbe es nicht. Niemand könne sagen, woher die Zahl stamme. Mit der politischen Wende habe das Kulturhistorische Museum weitere Forschungen angestellt und Quellen gesucht. Aber auch danach seien die Opferzahlen nicht sicher bestimmbar.[47] Das ist nachvollziehbar. In dem Feuersturm/Feuerorkan waren die aufgefundenen Leichen zum Teil so geschrumpft, dass sie in Puppengröße in Eimer oder Taschen und mehrere in einen Sarg passten[48][49] Da muss es in und nach dem Inferno auch zu Nichtauffinden von Resten in den Trümmern und zu rückstandslosem Verbrennen von Toten gekommen sein.

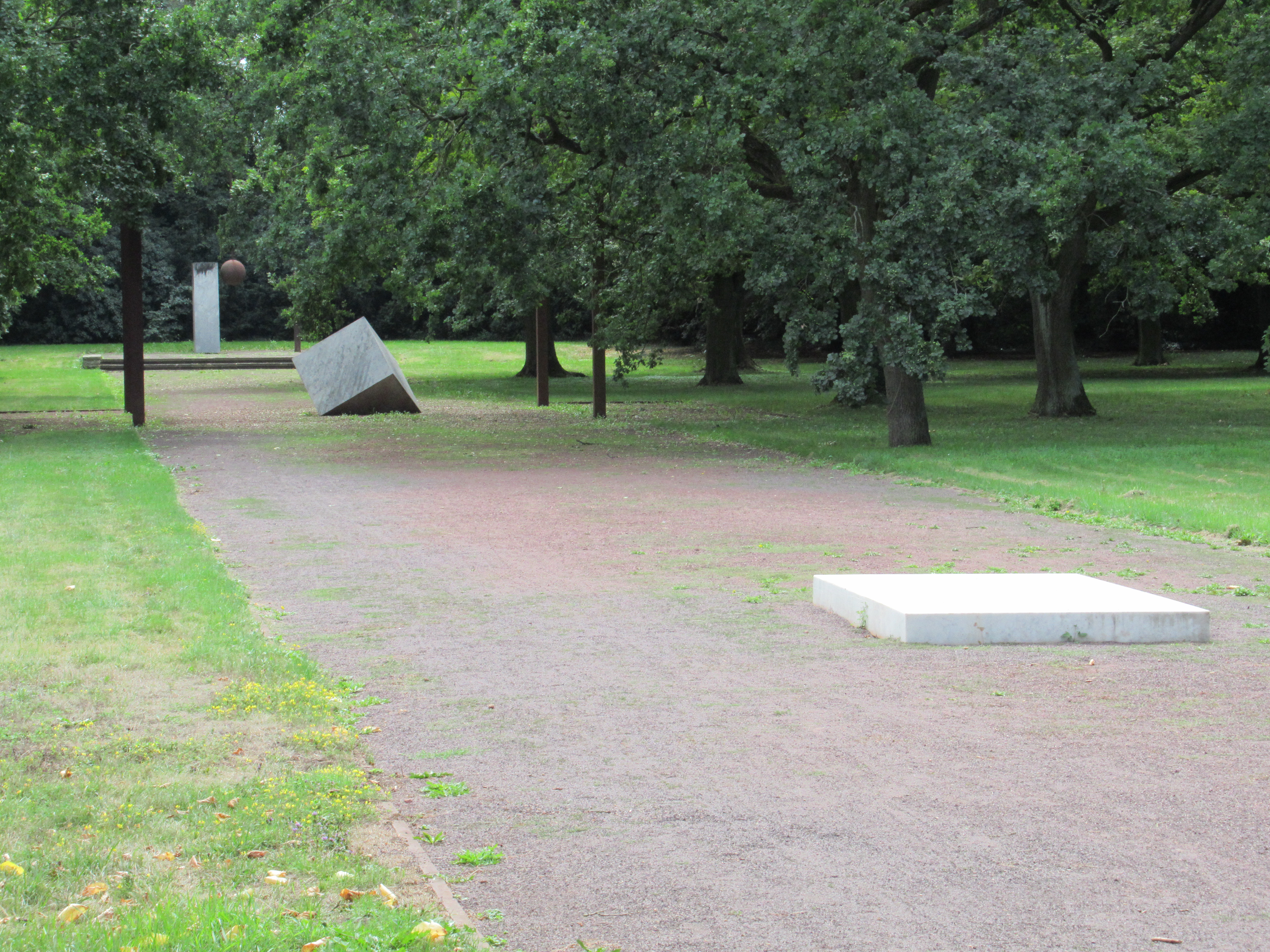
Plastisches Ensemble für die Bombentoten von Wieland Schmiedel auf den Kriegsgräberstätten des Westfriedhofs
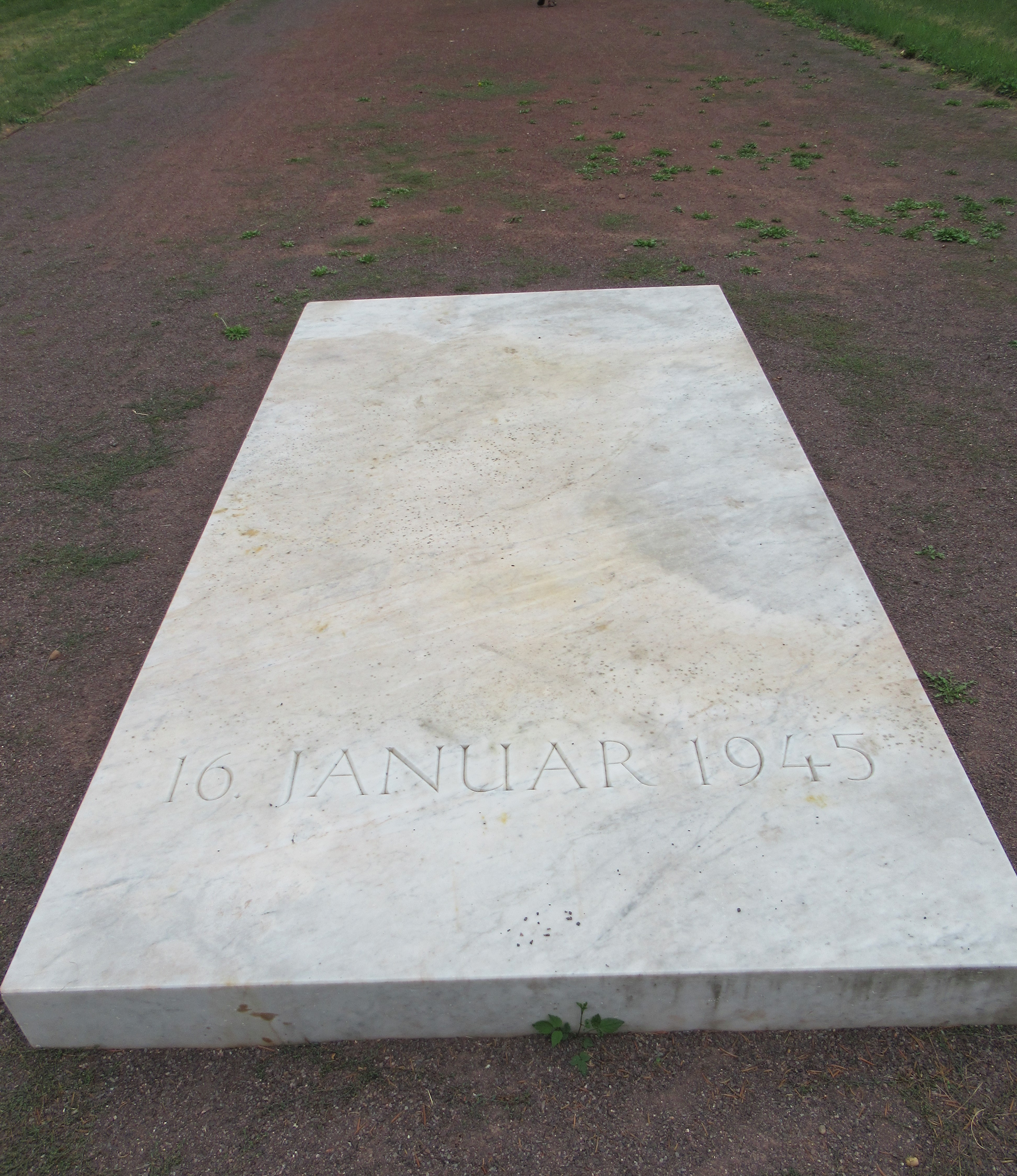
Symbolische Grabplatte „16. Januar 1945“ als Teil des Denkmals
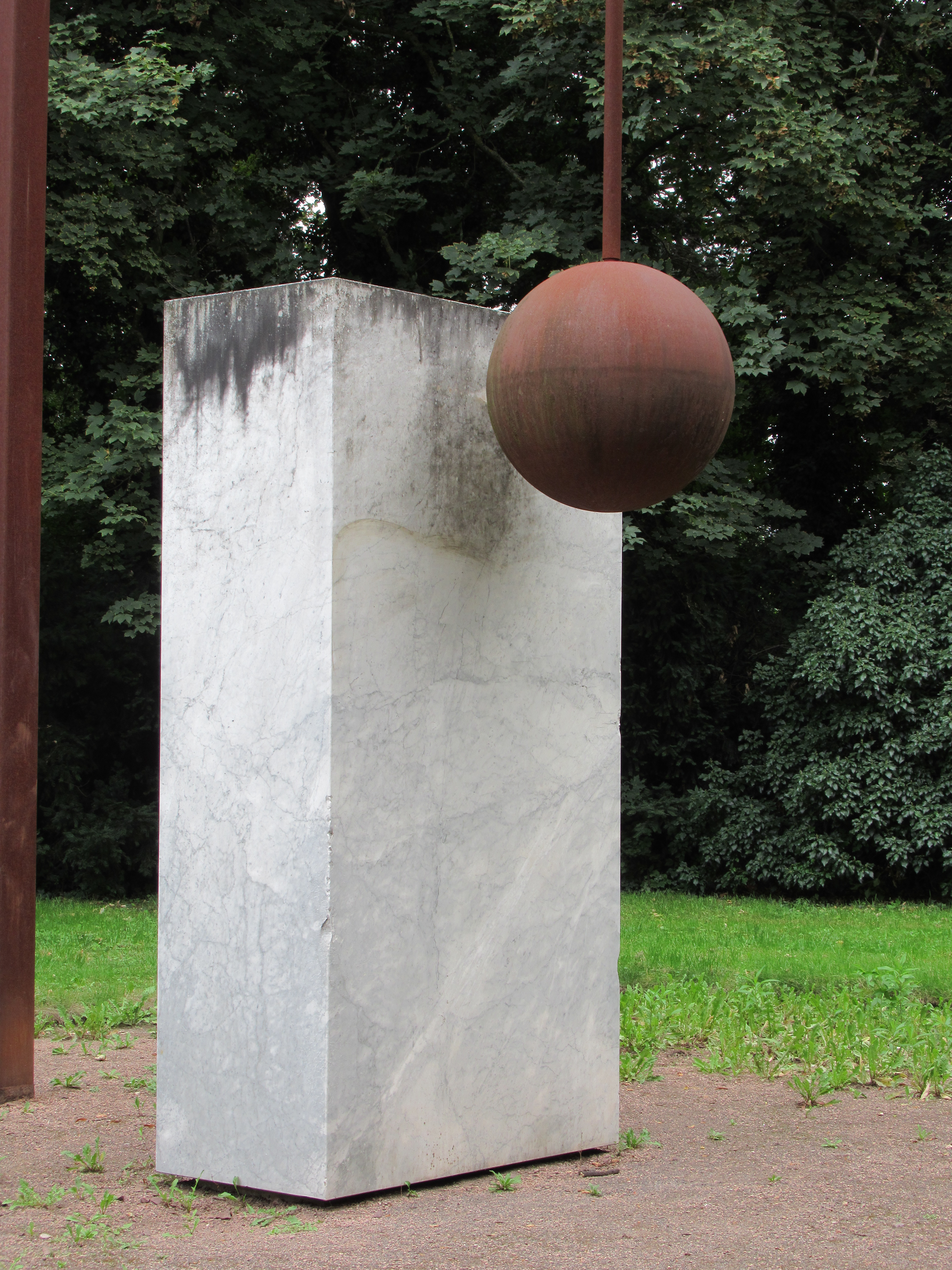
Symbolische Glocke als Teil des Denkmals

Zu den Opfern gehört die in der Alten Ulrichstraße wohnende Ärztin Rose Senger.
- Briten und Amerikaner verloren bei den Angriffen auf Magdeburg 140 Bombenflugzeuge durch deutsche Flak oder Jagdflugzeuge[50]. Daraus ergeben sich etwa 1300 abgeschossene Besatzungsmitglieder, von denen ein Teil gefallen ist, während die anderen nach Fallschirmabsprung in deutsche Kriegsgefangenschaft gerieten.

## Wiederaufbau
Nach dem Krieg wurden die Innenstadt und die anderen betroffenen Viertel enttrümmert (siehe „Trümmerfrauen“). Aus Geldmangel infolge der Reparationen durch die SAG-Betriebe, aber auch mit dem ideologischen Ziel, eine neue sozialistische Stadt zu schaffen, wurden von den beschädigten Gebäuden nur einige gerettet, beziehungsweise die von Zerstörung weniger betroffenen Bauten restauriert, darunter der Magdeburger Dom, das Kloster Unser Lieben Frauen und das Rathaus. So prägen heute nur wenige der Barockhäuser des Breiten Wegs, der Gründerzeit- und Jugendstilgebäude die Innenstadt, ergänzt um einige Bauten der Nationalen Tradition der Nachkriegszeit, die auch die sowjetische Architektur der Stalinzeit zum Vorbild haben. Die über Jahrhunderte gewachsene Stadtstruktur wurde weitgehend aufgegeben, so dass an die Stelle einer dichten großstädtischen Bebauung weite Freiräume traten, die von Bauten im Stil des sozialistischen Klassizismus gesäumt wurden. Mehrere zum Teil noch verhältnismäßig gut erhaltene, über Jahrhunderte stadtbildprägende Kirchen wurden gesprengt, da diese der ideologischen Konzeption einer sozialistischen Stadt im Wege standen. Seit der Wiedervereinigung haben viele große und kleine Bauprojekte das Stadtbild stark verändert, beispielsweise wurde die zentrale Achse der Stadt, der Breite Weg (vor dem Zweiten Weltkrieg eine der längsten Einkaufsmeilen Europas), seit 1990 mit vielen neuen Bebauungen wieder geschlossen.
Bei dem Architekten-Wettbewerb 1946 für den Wiederaufbau der Stadt wurde auch ein Ehrenmal „Opfer des Luftkrieges“ vorgeschlagen. Zu dessen Realisierung ist es nicht gekommen.

## Begehen der Jahrestage
Am und um den 16. Januar finden in Magdeburg jedes Jahr zahlreiche Gedenkveranstaltungen statt, die an die Zerstörung der Stadt erinnern. An der Gedenkstätte für die Opfer des Luftangriffs vom „16. Januar 1945“ (eigentlich aller Angriffe) auf dem Westfriedhof berichten Zeitzeugen von ihren Erlebnissen, und Repräsentanten Magdeburgs legen Blumenkränze nieder. Die Magdeburgische Philharmonie spielt im Opernhaus des Theaters Magdeburg zusammen mit dem Magdeburger Opernchor und der Singakademie traditionell Beethovens 9. Sinfonie. Im Kloster Unser Lieben Frauen findet ein jährliches Orgelkonzert statt. Im Anschluss an diese Veranstaltungen läuten um 21:28 Uhr, dem Zeitpunkt des Beginns der Bombardierung am 16. Januar 1945, die Glocken aller Kirchen der Stadt für etwa zehn Minuten.
Seit 1999 gedenken jährlich Neonazis der Bombardierung der Stadt. Mit 1200 Teilnehmern erreichten die „Trauermärsche“ 2012 ihre bislang zahlenmäßig größte Beteiligung. Gegen diese Aufmärsche richtet sich zivilgesellschaftlicher Protest. Seit 2009 veranstaltet die Stadt als Gegenprogramm eine „Meile der Demokratie“, die 2015 mit rund 15.000 Besuchern die bislang größte Beteiligung erfuhr.